# Лиман (станция)
Лиман (укр. Лиман) — станция Донецкой железной дороги. Находится в городе Лиман Донецкой области Украины. Расположена на развилке направлений Харьков — Краматорск и Харьков — Горловка.
Крупный железнодорожный узел и крупная двусторонняя сортировочная станция. Станция обслуживает пригородные поезда и поезда дальнего следования.

## Предприятия
На станции расположены:
- локомотивное депо
- вагонное депо
- дистанция пути
- дистанция сигнализации связи и вычислительной техники,
- дорожные электромеханические мастерские
- путевая машинная станция № 10;
- рельсосварочный поезд № 6;
- строительно-монтажный поезд № 181

## Путевое развитие сортировочной станции
В состав станции входит 7 парков:
- северный парк приема — 14 путей,
- северный сортировочный парк — 32 пути,
- северный парк отправления — 11 путей,
- южный парк приема — 9 путей,
- южный сортировочный парк — 24 пути,
- южный парк отправления — 17 путей
- ранжирный парк — 5 путей.

Также в состав станции входят два разворотных полукольца, ходовые и вспомогательные пути. В её границах расположены пригородные остановочные платформы Зелёный Клин, Новаторская и Электровозная.